# Budo-Club Randori Berlin

Logo Budo-Club Randori Berlin e.V.

Der Budo-Club Randori Berlin e.V. ist ein Budo-Sportverein aus Berlin mit dem Schwerpunkt Judo. Der Verein ist Mitglied im Judo-Verband Berlin e.V. Seit 1974 nehmen Mannschaften des Vereins in verschiedenen Alters- und Leistungsklassen erfolgreich an Wettkämpfen und Turnieren teil. Im Jugendbereich zählte der Verein seit Ende der achtziger Jahre bis Anfang der zehner Jahre stets zu den fünf besten Berliner Vereinen. Die Trainer sind der ehemalige Erstligakämpfer Stephan Steigmann (6. Dan), Christinan (5. Dan) und Jens-Peter (5. Dan), sowie Benjamin Kleiß-Macht (1.Dan Judo / 1.Dan Jiu-Jitsu / MMA / 1.Kyu Kickboxen / 1.Kyu Karate). Auch Nationalmannschaftskämpfer Marcel Jamet, die sechsmalige Nordostdeutsche Meisterin Janine Riemer.

## Über den Verein
Der Budo-Club Randori Berlin e.V. ist nicht ausschließlich leistungsorientiert. Viele Mitglieder betreiben das Kampfsporttraining aus reiner Freude an der Bewegung und der fairen Auseinandersetzung mit anderen.
Der Budo-Club Randori Berlin e.V. engagiert sich stark in der Jugendarbeit. Neben dem „normalen“ Training werden an Wochenenden häufig gemeinsame Aktivitäten mit Kindern und Jugendlichen durchgeführt. Dabei steht nicht nur Judo auf dem Programm, sondern auch Skifahrten oder Surfwochenenden. Zwischenzeitig waren im Verein fast 200 aktive Wettkämpfer unter beinahe 1000 Judoka.
Bei Turnieren quer durch Deutschland ist der Budo-Club Randori ebenfalls vertreten, beispielsweise bei den Deutschen Hochschulmeisterschaften oder den Deutschen Mannschaftsmeisterschaften der Landesverbände. Daneben richtete der Budo-Club Randori Berlin e.V. mehrere Jahre die Berliner Meisterschaften und große Turniere aus.
Der Verein ist an mehreren Austauschprojekten beteiligt und organisiert Trainingsaufenthalte in Ländern wie Dänemark, Schweden, Spanien, Italien, Belgien, Niederlande, Österreich, Tunesien, Russland, USA oder Israel. Im Gegenzug ist regelmäßig internationaler Besuch zu Gast, wie unter anderen Judoka aus Japan, Frankreich und den Niederlanden, die Junioren-Auswahl aus Mosambik und zuletzt Judoka aus Kuwait. In einem Projekt zu Judo und Sambo steht Randori im regen Austausch mit Georgien.
Verschiedene Ereignisse, wie das Verlieren der eigenen Räumlichkeiten im Steglitzer Kreisel und die Corona-Pandemie, führten zu einem starken schrumpfen des Vereines. Seit Juni 2021 trainiert der Verein wieder aktiv in Steglitz unweit der alten Räumlichkeiten. Der Vorstand wurde verjüngt, durch den ersten Vorsitzenden Jens-Peter Bischoff und den zweiten Vorsitzenden Benjamin Kleiß-Macht. Beide blicken auf eine erfgreiche Karriere zurück und können nun ihre Erfahrungen den jungen Sportlern weitergeben.  

## Sportliche Erfolge (Auszug)

### 2008
- Deutsche Meisterschaften:
  - AK -100 kg Marcel Jamet – Deutscher Meister[4]
  - U20 -100 kg Benjamin Kleiß-Macht

- Nordostdeutsche Meisterschaften:
  - M -100 kg Nordostdeutscher Meister
  - U20 -100 kg Benjamin Kleiß-Macht

### 2007
- Damen – 1. Platz Regionalliga
- Aufstieg in die 2. Bundesliga der Frauen[5]
- Aufstieg in die 2. Bundesliga der Männer[6]

### 2006
- Marcel Jamet
  - 3. Platz Deutsche Meisterschaften (bis 100 kg)
  - 2. Platz Slovenian Open
  - 3. Platz bei der offenen Belgischen Meisterschaft
  - 7. Platz Otto World Cup
  - 3. Platz Deutsche Einzelmeisterschaften
- Herren – 3. Platz Regionalliga NORD
- Männer – 2. Aufstiegsrunde 2. Bundesliga (kein Aufstieg)[7]

### 2005
- Marcel Jamet
  - Starter für Nationalmannschaft bei der EM
  - 3. Platz beim Super-World-Cup in Hamburg[4]
  - 3. Platz beim World Cup Warschau[4]

### 2004
- Marcel Jamet – Ersatzmann bei Olympische Sommerspiele in Athen
- Männer – 2. Aufstiegsrunde 2. Bundesliga (kein Aufstieg)[7]

### 2003
- Männer – 2. Aufstiegsrunde 2. Bundesliga (kein Aufstieg)[7]

### 2001
- Damen – 1. Platz Regionalliga
- Marcel Jamet – Nominierung für World Masters und mehrere A-Turniere, Aufstellung als Ersatzmann für die EM der Männer

### 2000
- Annika Balke – Deutsche Meisterin U17
- Claudia Straub
  - 3. Deutsche Einzelmeisterschaften
  - 3. Internationale Deutsche Einzelmeisterschaften U17[8]

### 1999
- Marcel Jamet – Deutscher Juniorenmeister[9]
- Leif Haraß – Nordostdeutscher Juniorenmeister
- Anja Poßekel – Nordostdeutsche Juniorenmeisterin

### 1998
- Marcel Jamet – Deutscher Vizemeister U18
- Damen – 3. Platz 2. Bundesliga

## Training
Die Mannschaften des Budo-Club Randori Berlin e.V. trainieren an verschiedenen Standorten in Berlin. Neben Judo werden im Verein auch die folgenden Sportarten angeboten: Aikido, Boxen, Jiu Jitsu, Karate, Kickboxen, KickBoxPower, Kung Fu, Silat, Selbstverteidigung, Taekwondo, Gymnastik und Tai Chi. Für den Nachwuchs gibt es Kinder Judo, Kinder Jiu Jitsu, Kinder Karate, Kinder Silat, Kinder Kickboxen, Kinder Taekwondo, Judo für ADS/ADHS-Kinder.